# Mizkan

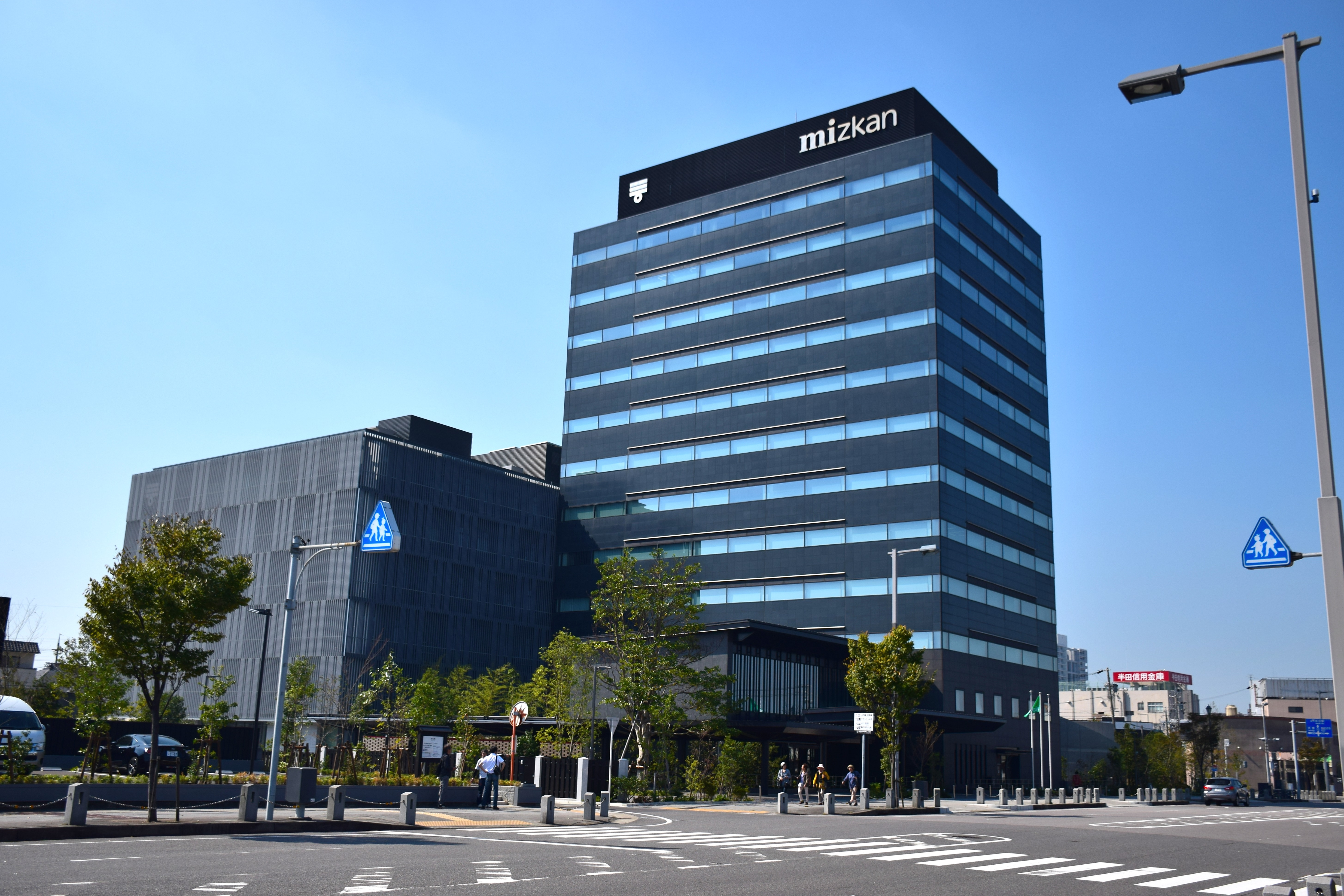
Siège social de Mizkan.

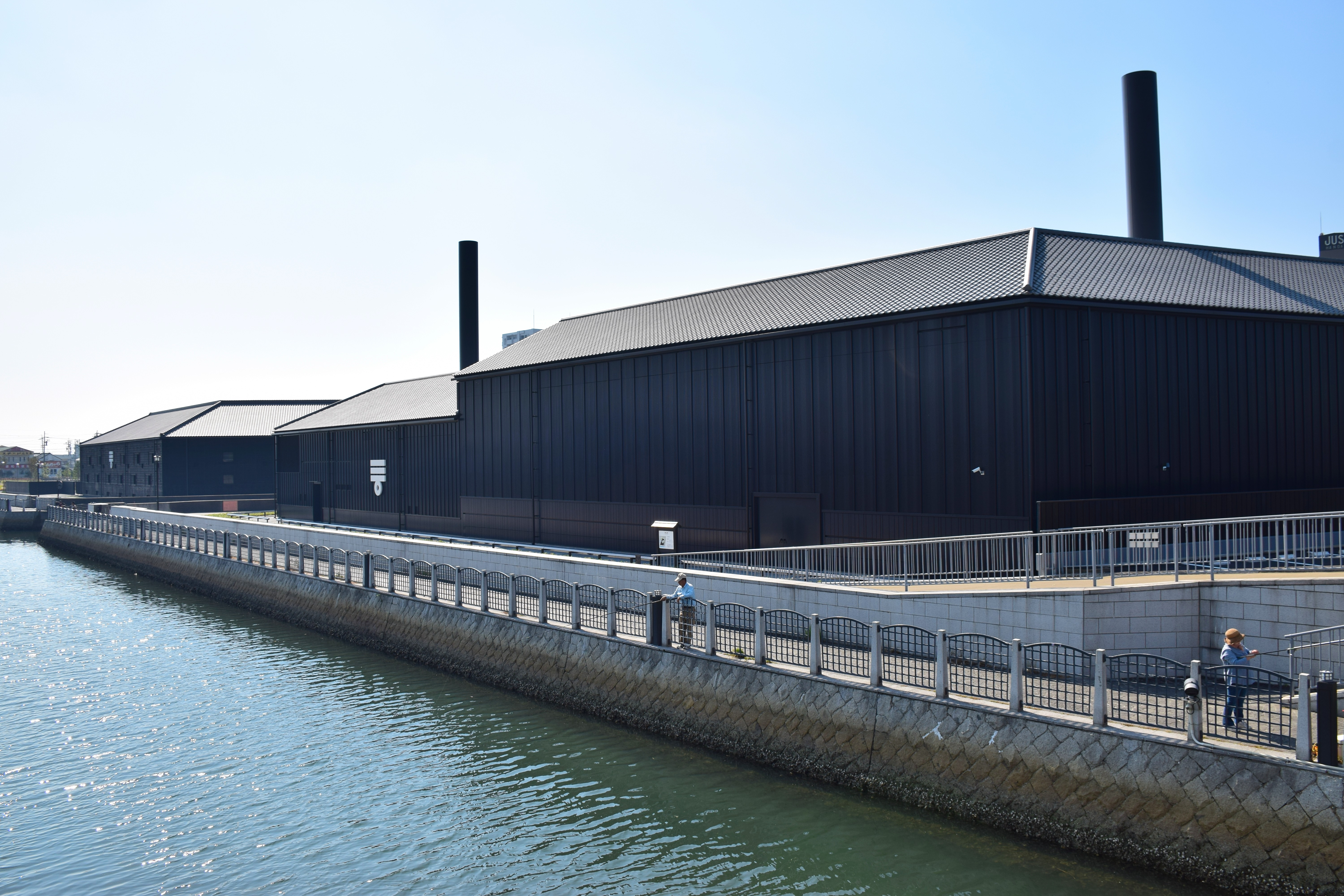
Musée Mizkan

Mizkan est une entreprise japonaise agroalimentaire spécialisée dans la production de sauce et de vinaigre.

## Histoire
En mai 2014, Unilever vend ses marques de sauces pour pâtes Ragu et Bertolli pour 1,57 milliard à Mizkan.